# (15461) Johnbird
(15461) Johnbird (1998 YT29) – planetoida z pasa głównego asteroid okrążająca Słońce w ciągu 5,73 lat w średniej odległości 3,2 j.a. Odkryta 27 grudnia 1998 roku.